# 郁容
郁容（15世紀—16世紀），字弘德，南直隸蘇州府常熟縣籍，太倉州沙溪人，明朝政治人物。

## 生平
成化元年（1465年），郁容中式乙酉科應天鄉試舉人，成化二十年（1484年）登進士，授刑部廣東司主事。他精於律法，為人厚道，不事深究，有冤獄一定辨正，無所忌憚。當時都御史秦紘和安遠侯柳溥對簿公堂未結案，郁容判秦紘無罪。
後陞南京刑部河南司員外郎，秦紘已為南京戶部尚書，他避而不見，秦紘起初感到不悅，但很快佩服其道義。御史李興巡按陝西坐濫刑入獄，有權宦楊某打算置其死地，郁容援法處理被對方誣陷，調任江西撫州通判，巡行各縣總會接見士民，了解民情後上報監司讓知府實行。
三年後，郁容獲薦陞澧州知州。任內懲治當地豪強，監牢人滿為患，就釋放輕犯者，上級以州內賦稅未上繳入罪長吏，他無法爭論打算辭官，不久上級後悔，聽從其意見，荊門知州張壘被人民訴訟，御史讓他審理，他暫居荊門月多後得實情，稟告御史後讓張壘調職釋除民怨。
弘治十二年（1499年），郁容陞任雲南按察司僉事，禁止收取礦金耗羨，平定作亂的外族阿則，論功行賞時遇上母親去世，立刻執拾行裝回鄉，人們都重視其方正，抵家因病去世。他個性簡易，居家有孝行。。

## 著作
有《菴遺集》流傳。

## 家族
子郁勳，弘治九年進士。

## 引用
1. ↑  民國《太倉州志》·卷十·選舉：成化元年乙酉科（舉人）……郁容 見進士……二十年甲辰科（進士） 郁容 有傳
2. ↑  《明孝宗敬皇帝實錄·卷一百五十四》：（弘治十二年九月戊寅）陞監察御史李瀚為湖廣按察司副使，湖廣澧州知州郁容為雲南按察司僉事。
3. 1 2  康熙《常熟縣志·卷十七·邑人》：郁容，字弘德，世以醫為職，容姿俊偉，力學舉進士，授刑部廣東司主事，精于法比，然持心近厚，不事㴱竟，獄有枉抑必辨正之無顧避，都御史秦紘與安遠侯柳溥以事交訟于朝久不決，刑部尚書何喬新屬容讞之，容竟直紘，抵溥于罪，容後至南都，紘已為戶部尚書，容避不往見，紘初不懌，卒服容之義。陞河南司員外郎，御史李興性愎積為眾怨，出按陝西坐濫刑下獄，巨璫楊某欲坐興死，容援法以事，興得末減，楊謂容右興中之，以罪調撫州府通判，每行縣必延見士民，訪以民事有所興革，白于監司郡守行之；居三年以薦陞知澧州，澧俗悍豪右多冒法，容治之不少，假囚常滿獄，容至條其輕者論釋之，撫臣以州租久一不入將罪長吏，容爭之不得解印綬請罷官，撫臣自侮卒從容請。荊門州知州張壘為民訟久不白，御史以獄委容，容寓荊門閱月得其實，坐壘以輕比白于當道，調壘官以釋眾怨；陞雲南按察司僉事，所巡地方產金，每銷礦金戶率有例入，容至禁絕之，蠻賊阿則聚山谷久為亂，容被檄討之，以計散其黨與，後乃以兵㴱入，賊不支被擒，以功當論賞格，會丁母憂，聞訃即行其裝，不置南中一物，以是人皆重其廉，抵家以疾卒。容性度簡易，居家有倫行，子勳強記絕人，以進士知華容縣，抵澧二百里，容時遺書以訓勳，亦蒞官清謹，卒于官，容有文業，見《菴遺集》數卷。
4. ↑  民國《太倉州志·卷十八·人物二》：郁容，字宏德，居沙溪，成化二十年進士，除刑部廣東司主事，都御史秦紘與安遠侯柳溥訟久不決，容讞之直紘，後容至南都，紘已為戶部尚書，避不往見。陞員外郎，忤內侍謫通判撫州，遷知澧州，陞雲南按察司僉事分巡安普道，所部產金，金戶銷礦率有例入，容禁絕之；劇盜阿則為亂，容以計散其黨遂成擒，民夷讋服，奔母喪歸卒。子勳，字元績，宏治九年進士……